# Rusland op de Olympische Winterspelen 1994
Tijdens de Olympische Winterspelen van 1994, die in Lillehammer (Noorwegen) werden gehouden, nam de Rusland voor de eerste keer deel.

## Medailleoverzicht
| Sport          | Olympiër                                                           | Discipline                   | Medaille |
| -------------- | ------------------------------------------------------------------ | ---------------------------- | -------- |
| Biatlon        | Sergej Tarasov                                                     | 20 km (m)                    | Goud     |
| Biatlon        | Sergej Tsjepikov                                                   | 10 km (m)                    | Goud     |
| Biatlon        | Nadezjda Talanova Natalja Snytina Loeiza Noskova Anfisa Reztsova   | 4x7,5 km estafette (v)       | Goud     |
| Kunstrijden    | Aleksej Oermanov                                                   | mannen                       | Goud     |
| Kunstrijden    | Jekaterina Gordejeva Sergej Grinkov                                | paarrijden                   | Goud     |
| Kunstrijden    | Oksana Grisjtsjoek Jevgeni Platov                                  | ijsdansen                    | Goud     |
| Langlaufen     | Ljoebov Jegorova                                                   | 5 km klassiek (v)            | Goud     |
| Langlaufen     | Ljoebov Jegorova                                                   | achtervolging 5 km+10 km (v) | Goud     |
| Langlaufen     | Jelena Välbe Larisa Lazoetina Nina Gavriljoek Ljoebov Jegorova     | 4x5 km estafette (v)         | Goud     |
| Schaatsen      | Aleksandr Goloebev                                                 | 500 m (m)                    | Goud     |
| Schaatsen      | Svetlana Bazjanova                                                 | 3000 m (v)                   | Goud     |
| Alpineskiën    | Svetlana Gladysjeva                                                | super g (v)                  | Zilver   |
| Biatlon        | Valeri Kirijenko Vladimir Dratsjev Sergej Tarasov Sergej Tsjepikov | 4x7,5 km estafette (m)       | Zilver   |
| Freestyleskiën | Sergej Sjoepletsov                                                 | moguls (m)                   | Zilver   |
| Kunstrijden    | Natalja Misjkoetjonok Artoer Dmitrijev                             | paarrijden                   | Zilver   |
| Kunstrijden    | Maja Oesova Aleksandr Zjoelin                                      | ijsdansen                    | Zilver   |
| Langlaufen     | Ljoebov Jegorova                                                   | 15 km vrije stijl (v)        | Zilver   |
| Schaatsen      | Sergej Klevtsjenja                                                 | 500 m (m)                    | Zilver   |
| Schaatsen      | Svetlana Fedotkina                                                 | 1500 m (v)                   | Zilver   |
| Biatlon        | Sergej Tarasov                                                     | 10 km (m)                    | Brons    |
| Freestyleskiën | Jelizaveta Kozjevnikova                                            | moguls (v)                   | Brons    |
| Langlaufen     | Nina Gavriljoek                                                    | 15 km vrije stijl (v)        | Brons    |
| Schaatsen      | Sergej Klevtsjenja                                                 | 1000 m (m)                   | Brons    |

## Deelnemers en resultaten
(m) = mannen, (v) = vrouwen 

### Alpineskiën
| Olympiër             | Discipline       | Resultaat | Prestatie                                   |
| -------------------- | ---------------- | --------- | ------------------------------------------- |
| Vasili Bezsmelnitsyn | afdaling (m)     | dq        | diskwalificatie                             |
| Vasili Bezsmelnitsyn | super g (m)      | 34e       | 1.36,50 (+3,97)                             |
| Vasili Bezsmelnitsyn | reuzenslalom (m) | dnf-1     | opgave run 1                                |
| Vasili Bezsmelnitsyn | combinatie (m)   | dnf-s1    | opgave slalom run 1 afdaling: 1.41,19       |
| Andrej Filitsjkin    | afdaling (m)     | 37e       | 1.48,81 (+3,06)                             |
| Andrej Filitsjkin    | super g (m)      | 30e       | 1.35,26 (+2,73)                             |
| Andrej Filitsjkin    | reuzenslalom (m) | dnf-1     | opgave run 1                                |
| Andrej Filitsjkin    | combinatie (m)   | dnf-s1    | opgave slalom run 1 afdaling: 1.39,77       |
|                      |                  |           |                                             |
| Natalja Boega        | afdaling (v)     | 35e       | 1.40,93 (+5,00)                             |
| Natalja Boega        | super g (v)      | 34e       | 1.26,09 (+3,94)                             |
| Natalja Boega        | reuzenslalom (v) | dnf-1     | opgave run 1                                |
| Natalja Boega        | combinatie (v)   | dns-s1    | niet gestart slalom run 1 afdaling: 1.32,01 |
| Svetlana Gladysjeva  | afdaling (v)     | 17e       | 1.38,10 (+2,17)                             |
| Svetlana Gladysjeva  | super g (v)      | Zilver    | 1.22,44 (+0,29)                             |
| Svetlana Gladysjeva  | combinatie (v)   | dnf-s1    | opgave slalom run 1 afdaling: 1.29,45       |
| Mira Goloeb          | afdaling (v)     | 38e       | 1.43,21 (+7,28)                             |
| Mira Goloeb          | super g (v)      | 38e       | 1.27,23 (+5,08)                             |
| Mira Goloeb          | combinatie (v)   | dns-s1    | niet gestart slalom run 1 afdaling: 1.33,80 |
| Varvara Zelenskaja   | afdaling (v)     | 8e        | 1.37,48 (+1,55)                             |
| Varvara Zelenskaja   | super g (v)      | 21e       | 1.23,80 (+1,65)                             |
| Varvara Zelenskaja   | combinatie (v)   | dns-s1    | niet gestart slalom run 1 afdaling: 1.29,66 |

### Biatlon
| Olympiër                                                                | Discipline             | Resultaat | Prestatie |
| ----------------------------------------------------------------------- | ---------------------- | --------- | --- |
| Vladimir Dratsjev                                                       | 10 km (m)              | 4e        | 28.28,9 (+21,9) pen.: 1 (0 + 1)                                                                                             |
| Valeri Kirijenko                                                        | 10 km (m)              | 16e       | 30.06,2 (+1.59,2) pen.: 3 (1 + 2)                                                                                           |
| Valeri Kirijenko                                                        | 20 km (m)              | 35e       | 1:01.46,3 (+4.21,0) pen.: 6 (1 + 2 + 2 + 1)                                                                                 |
| Valeri Medvedtsev                                                       | 20 km (m)              | 24e       | 1:00.44,0 (+3.18,7) pen.: 3 (1 + 1 + 0 + 1)                                                                                 |
| Sergej Tarasov                                                          | 10 km (m)              | Brons     | 28.27,4 (+20,4) pen.: 1 (1 + 0)                                                                                             |
| Sergej Tarasov                                                          | 20 km (m)              | Goud      | 57.25,3 pen.: 3 (2 + 0 + 1 + 0)                                                                                             |
| Sergej Tsjepikov                                                        | 10 km (m)              | Goud      | 28.07,0 pen.: 0 (0 + 0) |
| Sergej Tsjepikov                                                        | 20 km (m)              | 8e        | 59.31,4 (+2.06,1) pen.: 5 (1 + 1 + 3 + 0)                                                                                   |
| Team Valeri Kirijenko Vladimir Dratsjev Sergej Tarasov Sergej Tsjepikov | 4x7,5 km estafette (m) | Zilver    | 1:31.23,6 (+1.01,5) pen.: 2 23.34,6 pen.: 1 (0 + 1) 23.14,4 pen.: 1 (0 + 1) 21.54,0 pen.: 0 (0 + 0) 22.40,6 pen.: 0 (0 + 0) |
|                                                                         |                        |           | |
| Ljoebov Beljakova                                                       | 7,5 km (v)             | 42e       | 28.37,0 (+2.28,2) pen.: 2 (2 + 0)                                                                                           |
| Loeiza Noskova                                                          | 7,5 km (v)             | 39e       | 28.27,8 (+2.19,0) pen.: 5 (3 + 2)                                                                                           |
| Loeiza Noskova                                                          | 15 km (v)              | 10e       | 54.18,2 (+2.11,6) pen.: 4 (0 + 3 + 0 + 1)                                                                                   |
| Anfisa Reztsova                                                         | 7,5 km (v)             | 32e       | 28.09,8 (+2.01,0) pen.: 7 (2 + 5)                                                                                           |
| Anfisa Reztsova                                                         | 15 km (v)              | 26e       | 56.10,2 (+4.03,6) pen.: 8 (1 + 1 + 3 + 3)                                                                                   |
| Natalja Snytina                                                         | 15 km (v)              | 23e       | 55.58,7 (+3.52,1) pen.: 4 (2 + 1 + 1 + 0)                                                                                   |
| Nadezjda Talanova                                                       | 7,5 km (v)             | 19e       | 27.18,1 (+1.09,3) pen.: 2 (1 + 1)                                                                                           |
| Nadezjda Talanova                                                       | 15 km (v)              | 16e       | 55.14,0 (+3.07,4) pen.: 5 (1 + 2 + 1 + 1)                                                                                   |
| Team Nadezjda Talanova Natalja Snytina Loeiza Noskova Anfisa Reztsova   | 4x7,5 km estafette (v) | Goud      | 1:47.19,5 pen.: 0 27.21,1 pen.: 0 (0 + 0) 27.25,4 pen.: 0 (0 + 0) 26.59,0 pen.: 0 (0 + 0) 25.34,0 pen.: 0 (0 + 0)           |

### Bobsleeën
| Olympiër                                                           | Discipline               | Resultaat | Prestatie                                       |
| ------------------------------------------------------------------ | ------------------------ | --------- | ----------------------------------------------- |
| Oleg Soechoroetsjenko Andrej Gorochov                              | 2-mansbob (m) Rusland I  | 26e       | 3.36,09 (+5,28) (53,88 / 54,11 / 54,09 / 54,01) |
| Vladimir Jefimov Oleg Petrov                                       | 2-mansbob (m) Rusland II | 29e       | 3.37,10 (+6,29) (54,19 / 54,21 / 54,30 / 54,40) |
| Oleg Soechoroetsjenko Ajdar Teregoelov Sergej Kroeglov Oleg Petrov | 4-mansbob (m) Rusland I  | 24e       | 3.33,18 (+5,40) (53,15 / 53,20 / 53,44 / 53,39) |

### Freestyleskiën
| Olympiër                | Discipline  | Resultaat | Prestatie                           |
| ----------------------- | ----------- | --------- | ----------------------------------- |
| Sergej Sjoepletsov      | moguls (m)  | Zilver    | 26,90 p. (kwalificatie: 26,64 p.)   |
| Jelizaveta Kozjevnikova | moguls (v)  | Brons     | 25,81 p. (kwalificatie: 24,70 p.)   |
| Ljoedmila Dymtsjenko    | moguls (v)  | 12e       | 23,12 p. (kwalificatie: 22,47 p.)   |
| Marina Tsjerkasova      | moguls (v)  | 14e       | 22,32 p. (kwalificatie: 22,60 p.)   |
| Jelena Korolëva         | moguls (v)  | 15e       | 22,22 p. (kwalificatie: 22,23 p.)   |
| Natalja Orechova        | aerials (v) | 12e       | 134,92 p. (kwalificatie: 150,40 p.) |

### Kunstrijden
| Olympiër                               | Discipline | Resultaat | Prestatie                                             |
| -------------------------------------- | ---------- | --------- | ----------------------------------------------------- |
| Aleksej Oermanov                       | mannen     | Goud      | 1,5 p. (korte kür: 1 - lange kür: 1)                  |
| Oleg Tataurov                          | mannen     | 11e       | 15,5 p. (korte kür: 5 - lange kür: 13)                |
| Igor Pasjkevitsj                       | mannen     | 15e       | 22,0 p. (korte kür: 14 - lange kür: 15)               |
| Jekaterina Gordejeva Sergej Grinkov    | paarrijden | Goud      | 1,5 p. (korte kür: 1 - lange kür: 1)                  |
| Natalja Misjkoetjonok Artoer Dmitrijev | paarrijden | Zilver    | 3,0 p. (korte kür: 2 - lange kür: 2)                  |
| Jevgenija Sjisjkova Vadim Naumov       | paarrijden | 4e        | 6,0 p. (korte kür: 4 - lange kür: 4)                  |
| Oksana Grisjtsjoek Jevgeni Platov      | ijsdansen  | Goud      | 3,4 p. (verpl.1: 2 - verpl.2: 1 - org.: 3 - vrij: 1)  |
| Maja Oesova Aleksandr Zjoelin          | ijsdansen  | Zilver    | 3,8 p. (verpl.1: 1 - verpl.2: 2 - org.: 2 - vrij: 2)  |
| Anzjelika Krylova Vladimir Fedorov     | ijsdansen  | 6e        | 12,0 p. (verpl.1: 6 - verpl.2: 6 - org.: 6 - vrij: 6) |

### Langlaufen
| Olympiër                                                                  | Discipline                    | Resultaat | Prestatie                                           |
| ------------------------------------------------------------------------- | ----------------------------- | --------- | --------------------------------------------------- |
| Igor Badamtsjin                                                           | 30 km vrije stijl (m)         | 26e       | 1:18.49,9 (+6.23,5)                                 |
| Igor Badamtsjin                                                           | 50 km klassiek (m)            | 14e       | 2:12.20,1 (+4.59,8)                                 |
| Michail Botvinov                                                          | 10 km klassiek (m)            | 4e        | 24.58,9 (+38,8)                                     |
| Michail Botvinov                                                          | 30 km vrije stijl (m)         | 4e        | 1:14.43,3 (+2.16,9)                                 |
| Michail Botvinov                                                          | 50 km klassiek (m)            | 9e        | 2:10.18,9 (+2.58,6)                                 |
| Michail Botvinov                                                          | achtervolging 10 km+15 km (m) | 5e        | +1.49,0 (10 km:24.58 + 15 km:36.59,8)               |
| Andrej Kirylov                                                            | 10 km klassiek (m)            | 13e       | 25.41,2 (+1.21,1)                                   |
| Andrej Kirylov                                                            | achtervolging 10 km+15 km (m) | 16e       | +3.50,9 (10 km:25.41 + 15 km:38.18,7)               |
| Gennadi Lazoetin                                                          | 30 km vrije stijl (m)         | 15e       | 1:16.45,9 (+4.19,5)                                 |
| Vladimir Legotin                                                          | 10 km klassiek (m)            | 18e       | 25.52,6 (+1.32,5)                                   |
| Vladimir Legotin                                                          | achtervolging 10 km+15 km (m) | 17e       | +3.51,3 (10 km:25.52 + 15 km:38.08,1)               |
| Aleksej Prokoerorov                                                       | 10 km klassiek (m)            | 20e       | 25.55,3 (+1.35,2)                                   |
| Aleksej Prokoerorov                                                       | 30 km vrije stijl (m)         | 28e       | 1:19.15,3 (+6.48,9)                                 |
| Aleksej Prokoerorov                                                       | 50 km klassiek (m)            | 13e       | 2:11.52,8 (+4.32,5)                                 |
| Aleksej Prokoerorov                                                       | achtervolging 10 km+15 km (m) | 12e       | +2.59,0 (10 km:25.55 + 15 km:37.12,8)               |
| Aleksandr Vorobov                                                         | 50 km klassiek (m)            | 17e       | 2:13.44,5 (+6.24,2)                                 |
| Team Andrej Kirylov Aleksej Prokoerorov Gennadi Lazoetin Michail Botvinov | 4x10 km estafette (m)         | 5e        | 1:44.29,2 (+3.14,2) 27.10,7 26.23,4 25.53,6 25.01,5 |
|                                                                           |                               |           |                                                     |
| Nina Gavriljoek                                                           | 5 km klassiek (v)             | 11e       | 15.01,6 (+52,8)                                     |
| Nina Gavriljoek                                                           | 15 km vrije stijl (v)         | Brons     | 41.10,4 (+1.25,9)                                   |
| Nina Gavriljoek                                                           | achtervolging 5 km+10 km (v)  | 5e        | +58,8 (5 km:15.01 + 10 km:27.35,9)                  |
| Larisa Lazoetina                                                          | 5 km klassiek (v)             | 6e        | 14.44,2 (+35,4)                                     |
| Larisa Lazoetina                                                          | 15 km vrije stijl (v)         | 5e        | 41.57,6 (+2.13,1)                                   |
| Larisa Lazoetina                                                          | achtervolging 5 km+10 km (v)  | 4e        | +58,5 (5 km:14.44 + 10 km:27.52,6)                  |
| Natalja Martynova                                                         | 30 km klassiek (v)            | 23e       | 1:31.59,4 (+6.17,8)                                 |
| Svetlana Nagejkina                                                        | 5 km klassiek (v)             | 16e       | 15.08,5 (+59,7)                                     |
| Svetlana Nagejkina                                                        | 30 km klassiek (v)            | 9e        | 1:27.57,2 (+2.15,6)                                 |
| Svetlana Nagejkina                                                        | achtervolging 5 km+10 km (v)  | 19e       | +2.53,6 (5 km:15.08 + 10 km:29.23,7)                |
| Jelena Välbe                                                              | 15 km vrije stijl (v)         | 6e        | 42.26,6 (+2.42,1)                                   |
| Jelena Välbe                                                              | 30 km klassiek (v)            | 6e        | 1:26.57,4 (+1.15,8)                                 |
| Ljoebov Jegorova                                                          | 5 km klassiek (v)             | Goud      | 14.08,8                                             |
| Ljoebov Jegorova                                                          | 15 km vrije stijl (v)         | Zilver    | 41.03,0 (+1.18,5)                                   |
| Ljoebov Jegorova                                                          | 30 km klassiek (v)            | 5e        | 1:26.54,8 (+1.13,2)                                 |
| Ljoebov Jegorova                                                          | achtervolging 5 km+10 km (v)  | Goud      | 41.38,1 (5 km:14.08 + 10 km:27.30,1)                |
| Team Jelena Välbe Larisa Lazoetina Nina Gavriljoek Ljoebov Jegorova       | 4x5 km estafette (v)          | Goud      | 57.12,5 15.05,4 14.47,4 13.58,7 13.21,0             |

### Noordse combinatie
| Olympiër                                                  | Discipline      | Resultaat | Prestatie |
| --------------------------------------------------------- | --------------- | --------- | --- |
| Valeri Stoljarov                                          | individueel (m) | 43e       | +10.46,3 — schans: 174,5 p — 15 km: 41.51,2 |
| Stanislav Doebrovski                                      | individueel (m) | 45e       | +12.29,1 — schans: 162,0 p — 15 km: 42.11,0 |
| Dmitri Doebrovski                                         | individueel (m) | 47e       | +13.19,7 — schans: 139,0 p — 15 km: 40.27,6 |
| Valeri Kobelev                                            | individueel (m) | 48e       | +14.04,6 — schans: 180,0 p — 15 km: 45.46,5 |
| Team Stanislav Doebrovski Valeri Stoljarov Valeri Kobelev | team (m)        | 12e       | +27.03,2 — schans: 503,0 p — 30 km: 1:30.43,0 schans: 158,5 p — 10 km: 29.11,2 schans: 165,0 p — 10 km: 29.25,8 schans: 179,5 p — 10 km: 32.06,0 |

### Rodelen
| Olympiër                           | Discipline | Resultaat | Prestatie                                             |
| ---------------------------------- | ---------- | --------- | ----------------------------------------------------- |
| Albert Demtsjenko                  | mannen     | 9e        | 3.22,627 (+1,056) (50,601 / 50,863 / 50,633 / 50,530) |
| Sergej Danilin                     | mannen     | 11e       | 3.23,261 (+1,690) (50,767 / 50,973 / 50,665 / 50,856) |
| Edoeard Boermistrov                | mannen     | 14e       | 3.24,393 (+2,822) (51,102 / 51,351 / 50,877 / 51,063) |
| Irina Goebkina                     | vrouwen    | 7e        | 3.17,198 (+1,681) (49,167 / 49,231 / 49,376 / 49,424) |
| Olga Novikova                      | vrouwen    | 18e       | 3.19,977 (+4,460) (49,860 / 50,044 / 49,842 / 50,231) |
| Albert Demtsjenko Aleksej Zelenski | dubbel     | 7e        | 1.37,477 (+0,757) (48,655 / 48,822)                   |
| Anatoli Bobkov Gennadi Beljakov    | dubbel     | 15e       | 1.38,680 (+1,960) (49,296 / 49,384)                   |

### Schaatsen
| Olympiër              | Discipline   | Resultaat | Prestatie         |
| --------------------- | ------------ | --------- | ----------------- |
| Andrej Anoefrijenko   | 1500 m (m)   | 5e        | 1.53,16 (+1,87)   |
| Andrej Anoefrijenko   | 5000 m (m)   | 11e       | 6.53,23 (+18,27)  |
| Andrej Anoefrijenko   | 10.000 m (m) | 12e       | 14.18,42 (+47,87) |
| Andrej Bachvalov      | 500 m (m)    | 16e       | 37,24 (+0,91)     |
| Andrej Bachvalov      | 1000 m (m)   | 26e       | 1.15,36 (+2,93)   |
| Aleksandr Goloebev    | 500 m (m)    | Goud      | 36,33             |
| Aleksandr Goloebev    | 1000 m (m)   | 17e       | 1.14,78 (+2,35)   |
| Sergej Klevtsjenja    | 500 m (m)    | Zilver    | 36,39 (+0,06)     |
| Sergej Klevtsjenja    | 1000 m (m)   | Brons     | 1.12,85 (+0,42)   |
| Oleg Pavlov           | 1500 m (m)   | 16e       | 1.54,90 (+3,61)   |
| Oleg Pavlov           | 5000 m (m)   | 31e       | 7.07,09 (+32,13)  |
| Michail Vostroknoetov | 500 m (m)    | 15e       | 37,15 (+0,82)     |
| Michail Vostroknoetov | 1000 m (m)   | dnf       | opgave            |
|                       |              |           |                   |
| Svetlana Bazjanova    | 1500 m (v)   | 6e        | 2.03,99 (+1,80)   |
| Svetlana Bazjanova    | 3000 m (v)   | Goud      | 4.17,43           |
| Svetlana Bazjanova    | 5000 m (v)   | 5e        | 7.22,68 (+8,31)   |
| Svetlana Bojarkina    | 500 m (v)    | 7e        | 40,17 (+0,92)     |
| Svetlana Bojarkina    | 1000 m (v)   | 24e       | 1.22,44 (+3,70)   |
| Svetlana Fedotkina    | 500 m (v)    | 20e       | 41,05 (+1,80)     |
| Svetlana Fedotkina    | 1000 m (v)   | 11e       | 1.20,89 (+2,15)   |
| Svetlana Fedotkina    | 1500 m (v)   | Zilver    | 2.02,69 (+0,50)   |
| Natalja Polozkova     | 500 m (v)    | 22e       | 41,06 (+1,81)     |
| Natalja Polozkova     | 1000 m (v)   | 10e       | 1.20,84 (+2,10)   |
| Natalja Polozkova     | 1500 m (v)   | 7e        | 2.04,00 (+1,81)   |
| Oksana Ravilova       | 500 m (v)    | 17e       | 40,72 (+1,47)     |
| Oksana Ravilova       | 1000 m (v)   | 9e        | 1.20,82 (+2,08)   |
| Oksana Ravilova       | 1500 m (v)   | 25e       | 2.08,65 (+6,46)   |
| Tatjana Trapeznikova  | 3000 m (v)   | 12e       | 4.27,82 (+10,39)  |
| Tatjana Trapeznikova  | 5000 m (v)   | 13e       | 7.40,55 (+26,18)  |

### Schansspringen
| Olympiër                                                                     | Discipline                     | Resultaat | Prestatie |
| ---------------------------------------------------------------------------- | ------------------------------ | --------- | --- |
| Michail Jesin                                                                | normale schans individueel (m) | dq        | diskwalificatie 87,0 p. (79,5 m) + diskwalificatie |
| Michail Jesin                                                                | grote schans individueel (m)   | 42e       | 112,3 punten 65,4 p. (93,0 m) + 46,9 p. (85,5 m) |
| Stanislav Pochilko                                                           | normale schans individueel (m) | 41e       | 174,0 punten 93,5 p. (81,0 m) + 80,5 p. (74,0 m) |
| Stanislav Pochilko                                                           | grote schans individueel (m)   | 44e       | 109,4 punten 54,5 p. (87,5 m) + 54,9 p. (88,0 m) |
| Aleksej Solodjankin                                                          | normale schans individueel (m) | 45e       | 168,0 punten 81,0 p. (75,0 m) + 87,0 p. (78,5 m) |
| Aleksej Solodjankin                                                          | grote schans individueel (m)   | 57e       | 58,2 punten 26,1 p. (77,0 m) + 32,1 p. (77,0 m) |
| Dmitri Tsjelovenko                                                           | normale schans individueel (m) | 54e       | 136,5 punten 66,0 p. (68,0 m) + 70,5 p. (72,5 m) |
| Dmitri Tsjelovenko                                                           | grote schans individueel (m)   | 49e       | 86,4 punten 45,4 p. (83,0 m) + 41,0 p. (80,0 m) |
| Team Aleksej Solodjankin Dmitri Tsjelovenko Stanislav Pochilko Michail Jesin | grote schans team (m)          | 12e       | 416,3 punten 29,7 p. (79,0 m) + 50,7 p. (89,0 m) 54,1 p. (87,0 m) + 47,0 p. (85,0 m) 58,4 p. (90,5 m) + 57,9 p. (90,5 m) 55,8 p. (88,5 m) + 62,7 p. (91,5 m) |

### Shorttrack
| Olympiër                                                                   | Discipline           | Resultaat | Prestatie                                    |
| -------------------------------------------------------------------------- | -------------------- | --------- | -------------------------------------------- |
| Sergej Kobyzev                                                             | 500 m (m)            | 17e       | dnq, vr 6 (3e): 44,54                        |
| Sergej Kobyzev                                                             | 1000 m (m)           | 20e       | dnq, vr 5 (3e): 1.33,07                      |
| Igor Ozerov                                                                | 500 m (m)            | 20e       | dnq, vr 5 (3e): 45,48                        |
| Igor Ozerov                                                                | 1000 m (m)           | 30e       | dnq, vr 3 (4e): 1.44,38                      |
|                                                                            |                      |           |                                              |
| Marina Pylajeva                                                            | 500 m (v)            | 16e       | dnq, kf 4: diskwalificatie, vr 7 (2e): 47,47 |
| Marina Pylajeva                                                            | 1000 m (v)           | 12e       | dnq, kf 2 (4e): 1.42,15, vr 4 (1e): 1.44,38  |
| Jelena Tichonova                                                           | 500 m (v)            | 17e       | dnq, vr 3 (3e): 47,79                        |
| Jelena Tichonova                                                           | 1000 m (v)           | 24e       | dnq, vr 6 (3e): 1.53,92                      |
| Viktoria Troitskaja                                                        | 500 m (v)            | 20e       | dnq, vr 5 (3e): 48,59                        |
| Viktoria Troitskaja                                                        | 1000 m (v)           | 29e       | dnq, vr 1 (4e): 1.59,84                      |
| Jekaterina Michajlova Marina Pylajeva Jelena Tichonova Viktoria Troitskaja | 3000 m aflossing (v) | 5e        | B-finale: 4.34,60, hf 1 (3e): 4.33,47        |

### IJshockey
| Olympiër | Discipline | Resultaat | Prestatie |
| --- | ---------- | --------- | --- |
| Andrej Nikolisjin Sergej Berëzin Aleksandr Vinogradov Ravil Goesmanov Valeri Karpov Dmitri Denisov Pavel Torgajev Aleksej Koedasjov Sergej Sorokin Vladimir Tarasov Igor Varitski Georgi Jevtjoechin Aleksandr Smirnov Oleg Davydov Vjatsjeslav Bezokladnikov Sergej Abramov Valeri Ivannikov Andrej Tarasenko Andrej Zoejev Sergej Tertjtsjny Sergej Sjendelev Igor Ivanov Oleg Sjargorodski | mannen     | 4e        | Voorronde groep A: 5- 1 Rusland - Noorwegen 0- 5 Rusland - Finland 9- 1 Rusland - Oostenrijk 2- 4 Rusland - Duitsland 4- 3 Rusland - Tsjechië Kwartfinale: 3- 2 Rusland - Slowakije Halve finale: 3- 4 Rusland - Zweden Bronzen finale: 0- 4 Rusland - Finland |

Amerikaanse Maagdeneilanden · Amerikaans-Samoa · Andorra · Argentinië · Armenië · Australië · België · Bermuda · Bosnië en Herzegovina · Brazilië · Bulgarije · Canada · Chili · China · Chinees Taipei · Cyprus · Denemarken · Duitsland · Estland · Fiji · Finland · Frankrijk · Georgië · Griekenland · Groot-Brittannië · Hongarije · IJsland · Israël · Italië · Jamaica · Japan · Kazachstan · Kirgizië · Kroatië · Letland · Liechtenstein · Litouwen · Luxemburg · Mexico · Moldavië · Monaco · Mongolië · Nederland · Nieuw-Zeeland · Noorwegen · Oekraïne · Oezbekistan · Oostenrijk · Polen · Portugal · Puerto Rico · Roemenië · Rusland · San Marino · Senegal · Slovenië · Slowakije · Spanje · Trinidad en Tobago · Tsjechië · Turkije · Verenigde Staten · Wit-Rusland · Zuid-Afrika · Zuid-Korea · Zweden · Zwitserland